# Джуннар
Джуннар (маратхи जुन्नर) — город в округе Пуна штата Махараштра, Индия.

## Население
Численность населения — около 40 тысяч человек (2012).

## История
Около 1470 года город посетил Афанасий Никитин, упомянувший его в своих путевых записках «Хожение за три моря».
В 1490 году наместник Бахманидского султаната в Джуннаре Малик Ахмад Бакр провозгласил себя независимым султаном под именем Ахмад Низам-шах и основал Ахмаднагарский султанат.
В ночь с 7 июля на 8 июля 1962 года под Джуннаром произошла катастрофа самолёта DC-8 итальянской авиакомпании Alitalia.

## Достопримечательности
- Пещеры Джуннара